# 12e régiment de Marines
Pour les articles homonymes, voir 12e régiment.
Le 12e régiment de Marines est un régiment d'artillerie de l'United States Marine Corps basé au camp Smedley Butler, à Okinawa au Japon. Surnommé « Thunder and Steel », le régiment tombe sous le commandement de la 3e division de Marines.

## Mission
Sa mission principale est de fournir un appui-feu rapproché et continu en neutralisant, détruisant ou supprimant les cibles qui menacent le succès de l'unité soutenue.

## Unités actuelles
Le régiment est composé de deux bataillons d'artillerie et d'une batterie d'état-major :
- Batterie du quartier général, 12e Marines (batterie du QG, 12e Marines)
- 1er bataillon, 12e Marines (1/12e Marines)
- 3e bataillon, 12e Marines (3/12e Marines)

## Histoire
Activé le 4 octobre 1927 à Tientsin, en Chine, l'unité est affectée à la 3e brigade de Marines.

### Seconde Guerre mondiale

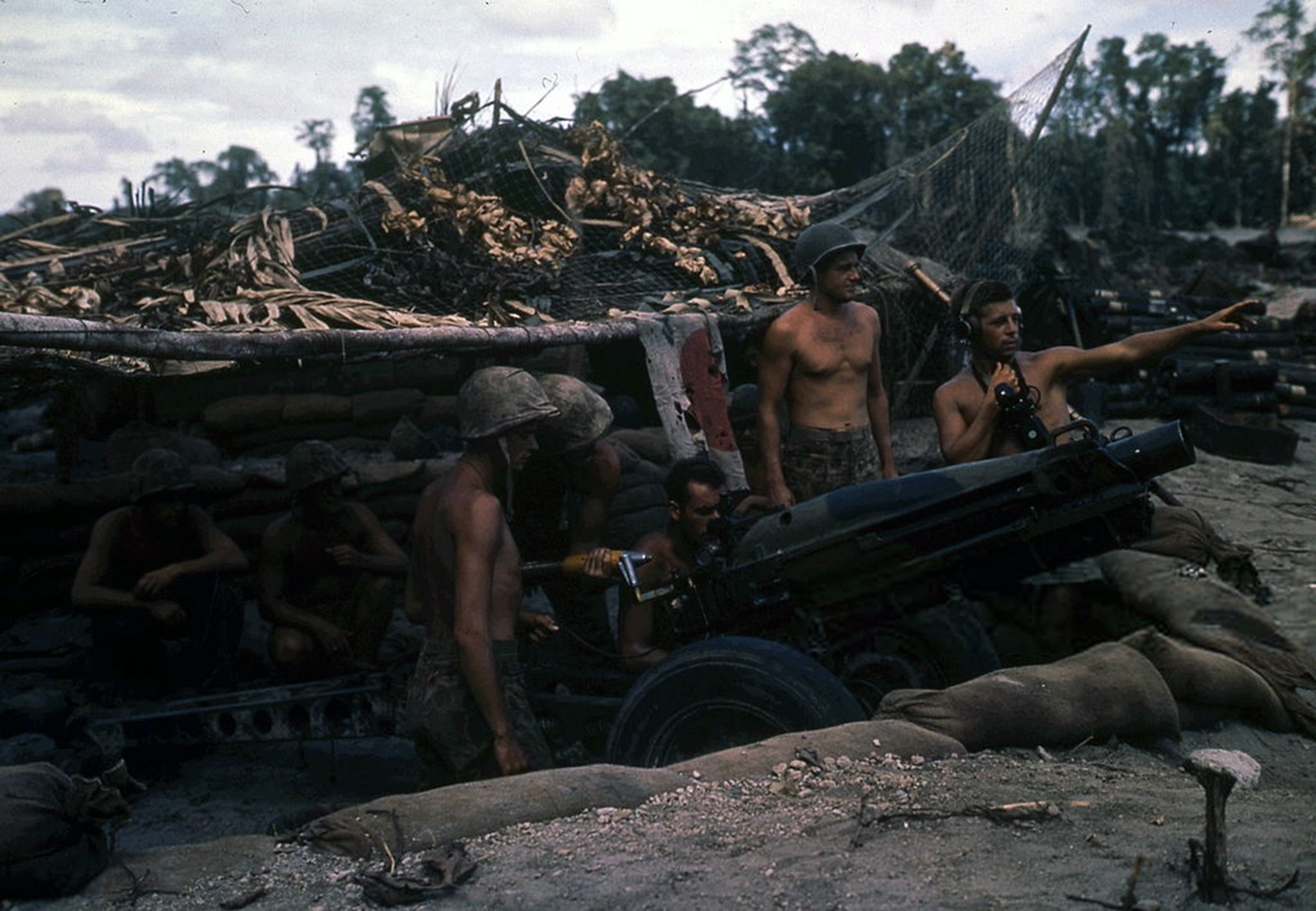
Un obusier de 75 mm du 12e Marines, en position de tir semi-fortifiée sur Bougainville fin 1943.

Le régiment est réactivé le 1er septembre 1942 à San Diego, en Californie, sous le nom de 12e Marines et affecté à la 3e division de Marines. L'unité déménage en octobre 1942 au camp Dunlap, en Californie. De là, elle est déployée en mars 1943 à Auckland, en Nouvelle-Zélande. En juillet 1943, l'unité est déployée à Guadalcanal.
Le régiment participe aux campagnes suivantes de la Seconde Guerre mondiale :
- Campagne de Bougainville
- Campagne des Salomon du Nord
- Bataille de Guam
- Bataille d'Iwo Jima

Après la guerre, le 12e Marines déménage en décembre 1945 au Marine Corps Base Camp Pendleton, en Californie.

### Après-guerre
Réactivé le 17 mars 1952 au camp Pendleton, en Californie, le régiment est affecté à la 3e division de Marines, avant d'être déployé en août 1953 au camp McNair, au Japon. S'ensuit un redéploiement en février 1956 à Okinawa, puis de mars à juillet 1965 en République du Viêt Nam (Sud Viêt Nam).
Il participe à la guerre du Viêt Nam, de mai 1965 à novembre 1969, opérant à partir de :
- Đà Nẵng
- Phú Bài
- Chu Lai
- Hué
- Đông Hà

Il opère d'août à novembre 1969 au camp Hansen, à Okinawa.
L'unité déménage en août 1971 au camp Hauge, à Okinawa. Des éléments participent aux évacuations en Asie du Sud-Est, d'avril à juin 1975. Des éléments participent à la récupération du SS Mayaguez en mai 1975, avant de déménagé en août 1976 au camp Zukeran, à Okinawa. Le camp Zukeran est renommé camp Foster en mars 1980.
Des éléments participent à l'opération Desert Shield et à l'opération Desert Storm, en Asie du Sud-Ouest, de septembre 1990 à avril 1991. L'unité déménage en juillet 1998 au camp Hansen, à Okinawa.

### Guerre mondiale contre le terrorisme

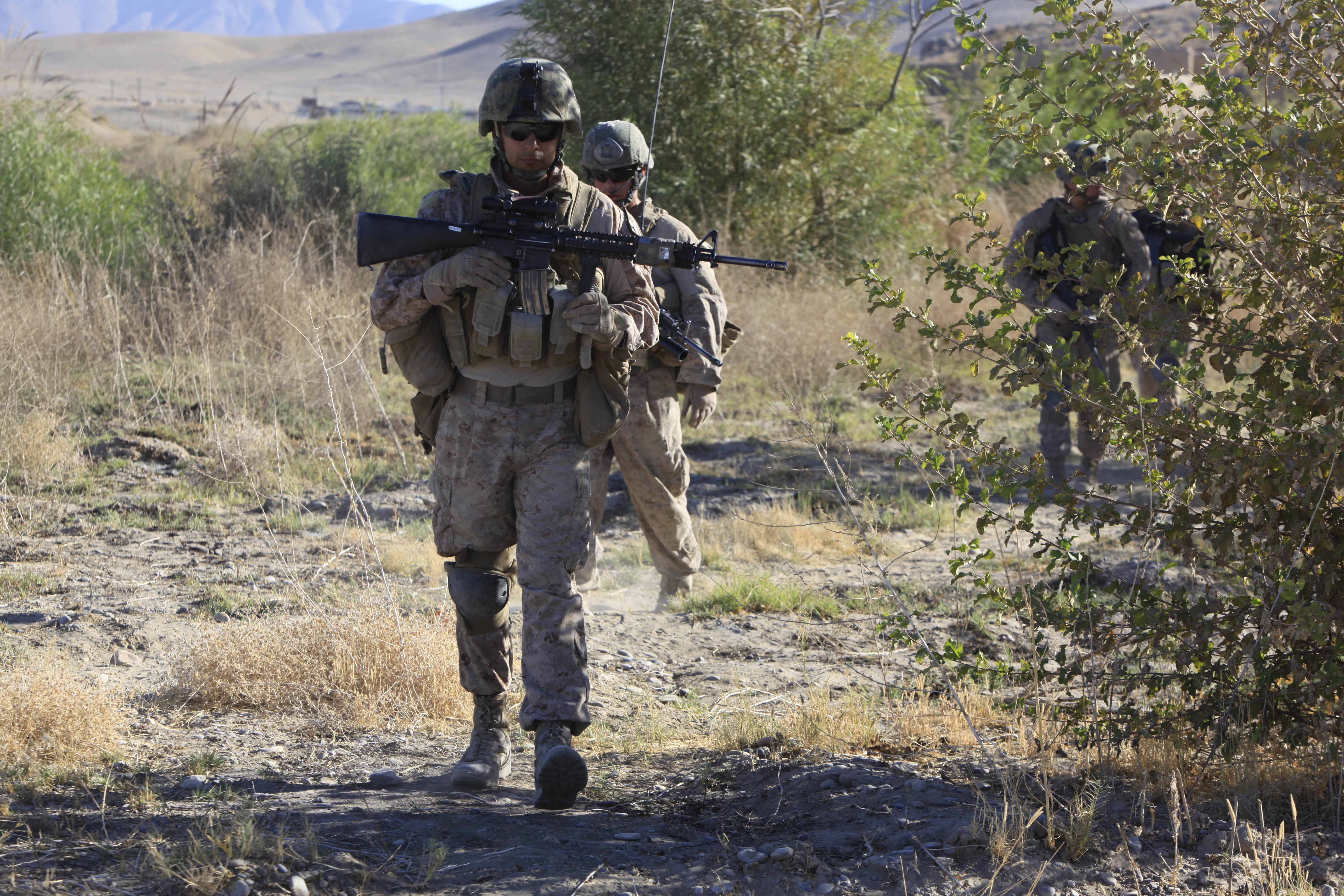
3e bataillon du 12e Marines patrouillant dans le district de Kajaki.

#### OpérationEnduring Freedom
L'opération Enduring Freedom est une guerre en cours en Afghanistan qui entre dans sa douzième année. Les Marines du bataillon prennent part à la campagne de la province d'Helmand (en), en particulier à la bataille de Sangin.